# مایرا (خواننده)
رجینا تاکر (انگلیسی: Myra؛ زادهٔ ۸ دسامبر ۱۹۹۴) که با عنوان مایرا شناخته می‌شود موسیقی‌دان و ترانه‌سرا اهل نروژ است. سبک او ریتم اند بلوز و آلترناتیو هیپ هاپ است.